# Neil Jordan
Neil Jordan, irski filmski režiser, scenarist in producent ter pisatelj, * 5. februar 1950, County Sligo (Irska).   

## Življenjepis
Rojen je bil 5. februarja 1950 v County Sligo na Irskem, kjer je tudi zaključil srednjo šolo. 
Njegovi filmi so polni političnih izjav in čustvenosti. Prikazati poskuša temne strani človekove psihe. Snema predvsem filme z irsko, severnoirsko ali britansko tematiko.
Prvi film, Angel, je Jordan posnel leta 1982. Zanj je napisal tudi scenarij. 
Njegov film Mona Lisa je bil uvrščen v tekmovalni program mednarodnega filmskega festivala v Cannesu leta 1986. Sedem let kasneje pa je za scenarij svojega filma The Crying Game prejel oskarja. Isto leto je bil tudi nominiran za oskarja za najboljšo režijo. 
Leta 1998 je Neil Jordan na mednarodnem filmskem festivalu v Berlinu prejel srebrnega medveda za najboljšo režijo za film The Butcher Boy. 

## Beletristika
Jordan je svojo prvo knjigo izdal leta 1976. V njej je pod naslovom Nights in Tunisia zbral več svojih kratkih zgodb. Njegove knjige so podobne njegovim filmom. Predvsem v romanu The Past (1980) zgradi s pomočjo vizualizacije zgodbo o razvoju Irske v prvi polovici 20. stoletja. 
V svojih knjigah se prav tako rad poigra z razliko med resničnostjo in videzom ter vlogo preteklosti v sedanjosti. To velja predvsem za The Dream of a Beast (1983), ki se kot roman zgleduje po Franzu Kafki. Sledijo torej vprašanja o eksistenci, resničnosti, percepciji in spremembah. 

## Filmi (izbor)
- Breakfast on Pluto (2005)
- The Good Thief (2002)
- The End of the Affair (1999)
- The Butcher Boy (1997)
- Michael Collins (1996)
- Interview with the Vampire: The Vampire Chronicles (1994)
- The Crying Game (1992)
- Mona Lisa (1986)
- The Company of Wolves (1984)
- Angel (1982)

## Knjige
- Nights in Tunisia (1976)
- The Past (1980)
- The Dream of a Beast (1983)
- Sunrise with Sea Monster (1995)
- Shade (2004)